# Anthony Polite
Anthony Polite (Bonstetten (Zúrich), 21 de junio de 1997) es un baloncestista suizo que pertenece a la plantilla del Río Breogán de la Liga Endesa. Con 1,98 metros de estatura, juega en la posición de escolta.

## Trayectoria deportiva
Polite nació en Lugano, Suiza, donde su padre jugaba baloncesto profesionalmente y se crio en Boca Ratón, Florida, donde asistió a la escuela secundaria en Saint Andrew's School. En su último año, Anthony promedió 20 puntos y 11,7 rebotes por partido, lo que le valió los honores de Jugador del año 6A-1A de All-Palm Beach por segundo año consecutivo.
En 2017, ingresó en la para Universidad Estatal de Florida en Tallahassee, Florida, donde jugó durante cinco temporadas la NCAA con los Florida State Seminoles. En su primer año, promedió 2.7 puntos por juego debido a una lesión de rodilla. En su segundo año, Polite promedió 5,8 puntos en su segunda temporada y promedió 10,1 puntos y 4,5 rebotes por partido en su tercer año, lanzando un 43,6 por ciento desde el rango de tres puntos.

### Profesional
El 13 de julio de 2022, firma con el ASVEL Lyon-Villeurbanne de la LNB Pro A francesa.En tan solo 6 partidos, que serían los que disputaría con el conjunto francés, promedia 2,5 puntos y 1,2 rebotes en unos 6 partidos con una media de 9:30 minutos por encuentro. Tras esta falta de oportunidades por parte de los franceses, el 13 de enero de 2023 acuerdan mutuamente la rescisión del contrato que los unían.
El 14 de enero de 2023, tras la salida del conjunto francés, firmó con el Hamburg Towers de la Basketball Bundesliga alemana. Con el equipo alemán y el aumento de minutos disputados conseguiría despuntar para así llamar la atención de gran cantidad de equipos europeos, ya que en esa media temporada lograría promediar 13,2 puntos y 5,2 rebotes en 26:10 minutos de media.
El 20 de junio de 2023, firma por el Río Breogán de la Liga Endesa. En la temporada con el conjunto lucense promedia 6,6 puntos y 2,9 rebotes en 17:20 minutos de juego, con un más que excelente 43,9% desde la línea de 3 puntos.

### Selección nacional
Anthony representó a la Selección de baloncesto de Suiza en el Campeonato FIBA Europa Sub-18 de 2015 de la División B y en el Campeonato FIBA Europa Sub-16 de 2013 de la División B.